# Altaarstuk van Castelfranco
Het altaarstuk van Castelfranco (Italiaans: Pala di Castelfranco) is een schilderij van Giorgione dat hij rond 1503-04 maakte. Het staat ook bekend als Madonna en kind tussen de heilige Francisus en de heilige Nicasius en als de Castelfranco Madonna. Giorgione schilderde het voor een kapel in de kathedraal van zijn geboorteplaats Castelfranco Veneto. Hier  bevindt het kunstwerk zich nog altijd, al is die kerk in de achttiende eeuw opnieuw opgericht. Het is een van de weinige schilderijen die met zekerheid aan Giorgione toegeschreven kunnen worden.

## Geschiedenis
De condottiere Tuzio Costanzo, zoon van de onderkoning van Cyprus, gaf de opdracht voor het altaarstuk ter nagedachtenis aan zijn zoon Matteo, die in 1499 op 23-jarige leeftijd in Ravenna in dienst van de Republiek Venetië aan koorts stierf. Tuzio gaf ook opdracht tot de bouw van een familiekapel waar de grafmonumenten van Matteo en hemzelf aan de zijwanden van de kapel geplaatst waren. Na de herbouw van de kerk in 1724 kwam het schilderij in een kleine kapel rechts van het koor terecht, boven het graf van Matteo. Het wapen van de familie Costanzo, drie paar ribben met een rode band, is te zien op het porfieren grafmonument aan de voet van de troon. Porfier is een zeldzaam materiaal. Het werd gebruikt voor de graven van Romeinse keizers en de koningen van Sicilië. Met de keuze voor dit materiaal onderstreept Tuzio Costanzo, zelf afkomstig van Sicilië, het belang van zijn familie.
Op 10 december 1972 werd het altaarstuk gestolen uit de kathedraal en na ongeveer drie weken teruggevonden in een verlaten huisje, waarschijnlijk na de betaling van losgeld. Omdat het schilderij in het verleden in direct zonlicht hing, zijn delen beschadigd en zijn er vaak restauraties uitgevoerd. Na de laatste uitgebreide restauratie is het sinds december 2005 weer te zien op zijn plaats van herkomst.

## Voorstelling
Het schilderij is een voorbeeld van een sacra conversazione, hoewel de drie personen niet op dezelfde hoogte staan, maar in een piramidevorm. Het toont de Madonna met kind en de langgerekte heiligen Franciscus (rechts), overgenomen van het altaarstuk van San Giobbe door Giovanni Bellini, en Nicasius (links) met een vaandel van de Maltezer orde. Deze heilige stierf in 1187 en werd vooral in Messina, de geboorteplaats van Tuzio Costanzo, vereerd. De twee heiligen staan voor moed (Nicasius) en vroomheid (Franciscus). Ze richten hun blik op de toeschouwer en fungeren als een schakel tussen de echte wereld en de goddelijke. 
Veel eerdere schilderijen van een sacra conservazione zijn gesitueerd voor een architecturale achtergrond. Giorgione brak met deze gewoonte en plaatste de scene in de buitenlucht. Om ook een plechtige omgeving te creëren die de waardigheid van de familie Costanzo onderstreepte, deelde hij het schilderij in twee delen op. Beneden staan de heiligen en het porfieren graf op een geblokte vloer in perspectief met een gladde rode borstwering als achtergrond; daarboven de Madonna met kind in een breed en diep landschap. Rechts zijn hier twee kleine figuren van krijgers in harnas te zien, een toespeling op het thema oorlog en vrede. Links is hiervan nog een voorbeeld te zien: een versterkt dorp dat gedeeltelijk verwoest is. Op de muur van de toren prijkt de leeuw van Sint Marcus. Maria en kind kijken verdrietig en diep bedroefd naar beneden en verbinden zo de twee beeldniveaus. Continuïteit wordt echter gegarandeerd door het perfecte gebruik van atmosferisch licht, dat de verschillende vlakken en figuren verenigt met zachte en omhullende tonen, ondanks de verschillen in materialen: van de helderheid van het harnas van Sint Nicasius tot het lichtere rood en donkergroen van Maria’s gewaad (in plaats van het traditionele blauw).

## Afbeeldingen

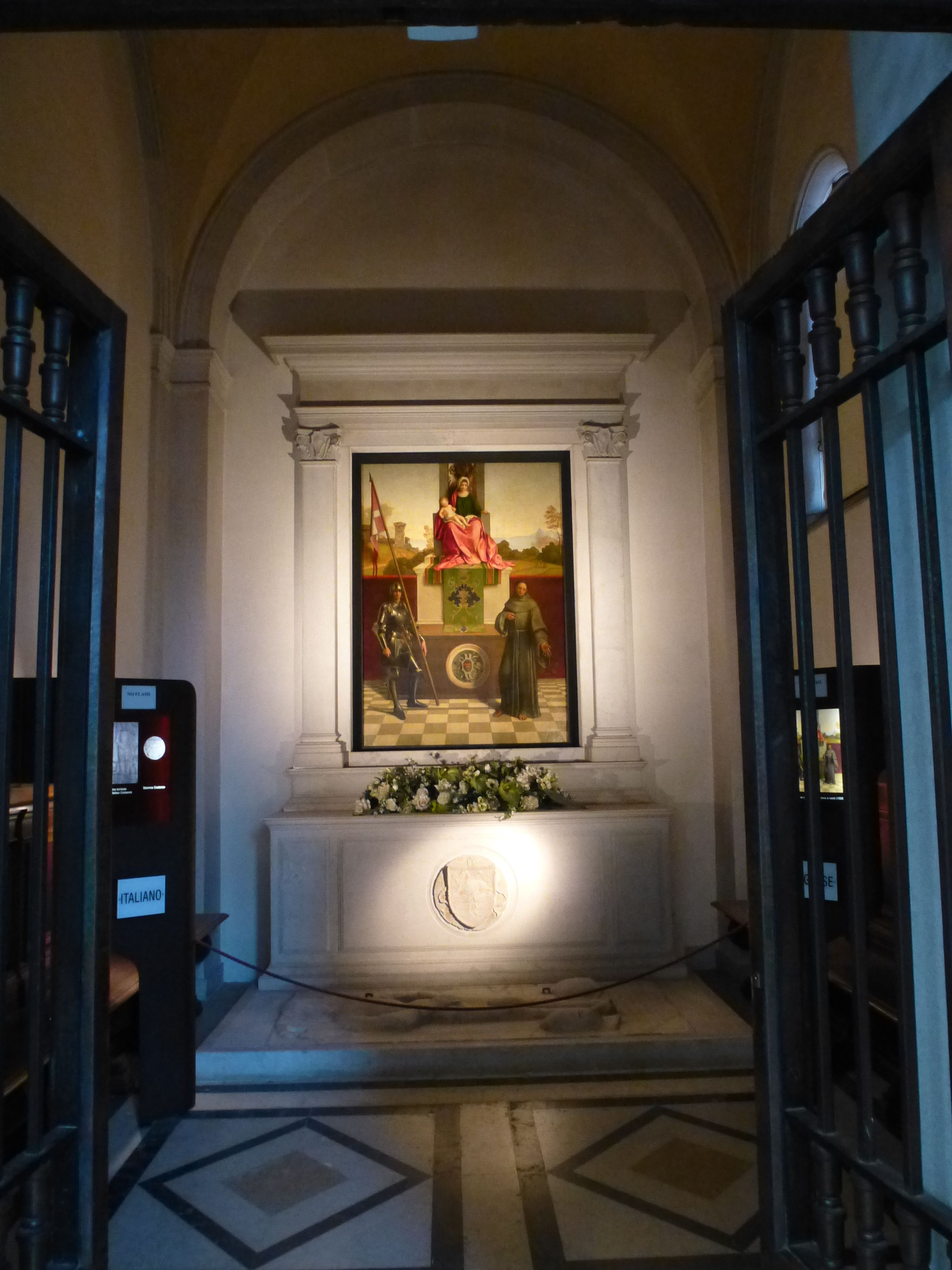
Het schilderij op zijn huidige plek (foto 2012)
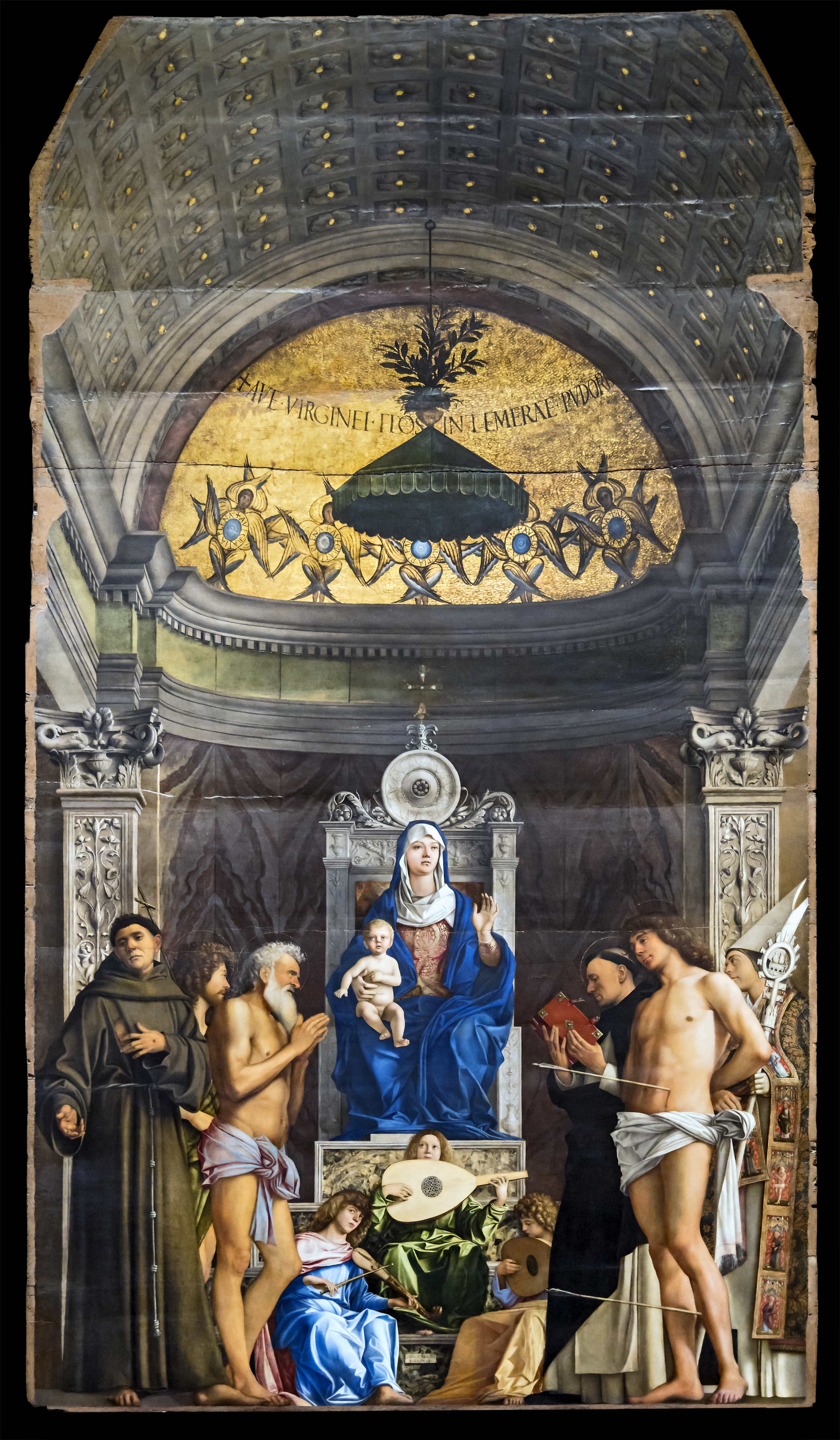
Altaarstuk van San Giobbe (ca. 1487)